# أوليفر ماسوتشي
أوليفر ماسوتشي (بالإنجليزية: Oliver Masucci)‏ هو ممثل ألماني ولد في 6 ديسمبر 1968،أشهر أدواره هو دوره كأدولف هتلر في فيلم انظر من عاد و أولريش نيلسن في مسلسل دارك.

## وصلات خارجية
- أوليفر ماسوتشي على موقع IMDb (الإنجليزية)
- أوليفر ماسوتشي على موقع روتن توميتوز (الإنجليزية)
- أوليفر ماسوتشي على موقع مونزينجر (الألمانية)
- أوليفر ماسوتشي على موقع ألو سيني (الفرنسية)
- أوليفر ماسوتشي على موقع قاعدة بيانات الفيلم (الإنجليزية)
- أوليفر ماسوتشي على موقع كينوبويسك (الروسية)

لم يتم العثور على روابط لمواقع التواصل الاجتماعي.